# Cecylia Metella (córka Celera)
Caecilia Metella, córka Kwintusa Cecyliusza Metellusa Celera, konsula w 60 p.n.e. i Klodii. Od ok. 53 p.n.e. żona Publiusza Korneliusza Lentulusa Spintera, który był w 44 p.n.e kwestorem. W 45 p.n.e. Lentulus Spinter przeprowadził rozwód, gdyż Metella zdradzała go z Publiuszem Korneliuszem Dolabellą, ówczesnym mężem Tullioli, córki Cycerona. Zdrada ta doprowadziła też do rozwodu Tulii i była powodem wielu utrapień Cycerona.  Metella była  też kochanką poety Ticidasa, który opiewał ją w swoich wierszach pod pseudonimem Perilli. Związała się później z Markiem Klodiuszem Ezopusem, bardzo bogatym synem słynnego aktora Ezopa. Jako przykład skrajnej rozrzutności opowiada Horacy, że zdjął on z ucha Cecylii Metelli wartą kilka milionów sestercji perłę, rozpuścił ją w occie i wypił.

## Wywód przodków
| 4. Kwintus Cecyliusz Metellus Celer Starszy |  |                                     |  |  |                    |
|                                             |  | 2. Kwintus Cecyliusz Metellus Celer |  |  |                    |
| 5. Serwilia                                 |  |                                     |  |  |                    |
|                                             |  |                                     |  |  | 1. Cecylia Metella |
| 6. Appiusz_Klaudiusz_Pulcher                |  |                                     |  |  |                    |
|                                             |  | 3. Klodia                           |  |  |                    |
| 7. Cecylia Metella Balearyka                |  |                                     |  |  |                    |
|                                             |  |                                     |  |  |                    |